# 赤坂駅 (山梨県)

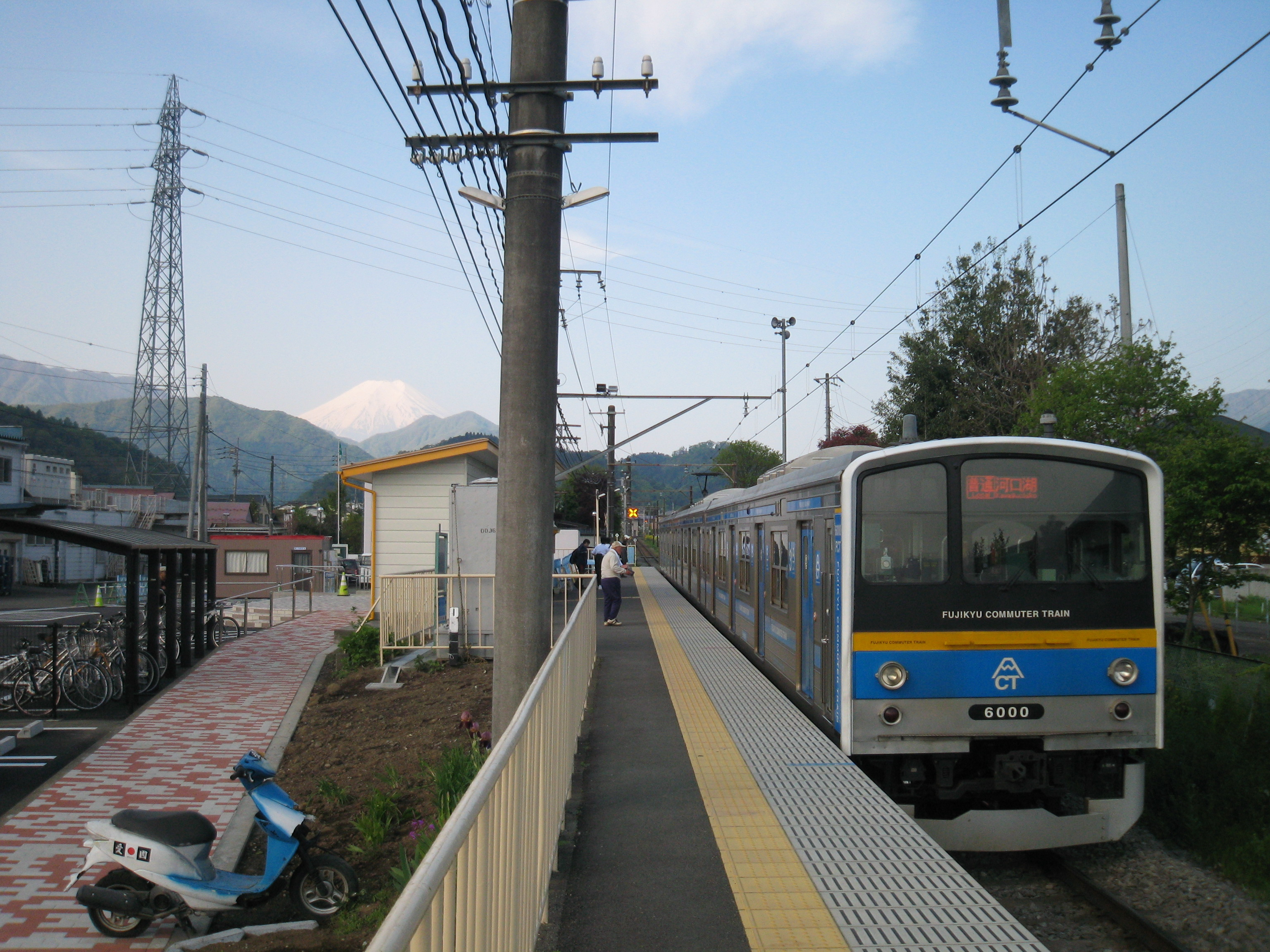
ホーム（2016年5月）

赤坂駅（あかさかえき）は、山梨県都留市四日市場にある富士山麓電気鉄道富士急行線の駅。駅番号はFJ05。

## 歴史
- 1929年（昭和4年）6月19日：富士山麓電気鉄道の駅として開業。
- 1960年（昭和35年）5月30日：社名変更により、富士急行の駅となる。
- 2015年（平成27年）3月14日：ICカード「Suica」の利用が可能となる[1]。
- 2022年（令和4年）4月1日：富士急行の鉄道事業分割に伴い、富士山麓電気鉄道の駅となる[2]。

## 駅構造
単式ホーム1面1線を有する地上駅。線路は北東から南西に走っておりホームはその南東に設けられている。ホームに接して駅舎が設けられていて、ホーム側から見ると左側が待合所。簡易Suica改札機設置駅。
当駅の利用者の大半は付近の高校の生徒であった。このため、無人駅ではあるが平日朝には駅員が1名配置されている。

## 利用状況
2021年度（令和3年度）の1日平均乗降人員は494人である。
| 年度   | 1日平均 乗降人員 |
| ------ | ---------------- |
| 2013年 | 964              |
| 2014年 | 956              |
| 2015年 | 778              |
| 2016年 | 735              |
| 2017年 | 771              |
| 2018年 | 551              |
| 2019年 | 642              |
| 2020年 | 465              |
| 2021年 | 494              |

## 駅周辺
- 健康科学大学 看護学部（桂川キャンパス）
- 大月警察署都留分庁舎
- 都留郵便局
- 国道139号
- 中央自動車道
  - 都留インターチェンジ
  - 都留バスストップ

## バス路線
駅から南に約100メートル離れた「赤坂」停留所より、富士急バス（大月営業所）の路線バスが発着している。また、下記以外にも予約型乗合タクシー「つる～と盛里」が利用できる（事前に電話予約が必要）。
- 都留市駅 ※1本のみ
- 大月駅 ※1本のみ
- 市内循環バス：都留市駅 / 都留市立病院前

## 隣の駅
富士山麓電気鉄道
■富士急行線
禾生駅 (FJ04) - 赤坂駅 (FJ05) - 都留市駅 (FJ06)